# Neobruchidius lovie
Neobruchidius lovie là một loài bọ cánh cứng trong họ Bruchidae. Loài này được Johnson & Romero miêu tả khoa học năm 2006.